# Lista över medaljörer vid olympiska vinterspelen 2022
Detta är en lista över medaljörer vid olympiska vinterspelen 2022 som arrangeras i Peking, Kina 4–20 februari 2022.
Se även medaljtabellen: Medaljfördelning vid olympiska vinterspelen 2022

## Alpin skidåkning
Damer
| Gren                    | Guld                     | Guld    | Silver                          | Silver  | Brons                     | Brons   |
| Kombination Detaljer... | Michelle Gisin Schweiz   | 2.25,67 | Wendy Holdener Schweiz          | 2.26,72 | Federica Brignone Italien | 2.27,52 |
| Slalom Detaljer...      | Petra Vlhová Slovakien   | 1.44,98 | Katharina Liensberger Österrike | 1.45,06 | Wendy Holdener Schweiz    | 1.45,10 |
| Storslalom Detaljer...  | Sara Hector Sverige      | 1.55,69 | Federica Brignone Italien       | 1.55,97 | Lara Gut-Behrami Schweiz  | 1.56,41 |
| Störtlopp Detaljer...   | Corinne Suter Schweiz    | 1.31,87 | Sofia Goggia Italien            | 1.32,03 | Nadia Delago Italien      | 1.32,44 |
| Super-G Detaljer...     | Lara Gut-Behrami Schweiz | 1.13,51 | Mirjam Puchner Österrike        | 1.13,73 | Michelle Gisin Schweiz    | 1.13,81 |

Herrar
| Gren                    | Guld                      | Guld    | Silver                        | Silver  | Brons                         | Brons   |
| Kombination Detaljer... | Johannes Strolz Österrike | 2.31,43 | Aleksander Aamodt Kilde Norge | 2.32,02 | James Crawford Kanada         | 2.32,11 |
| Slalom Detaljer...      | Clément Noël Frankrike    | 1.44,09 | Johannes Strolz Österrike     | 1.44,70 | Sebastian Foss Solevåg Norge  | 1.44,79 |
| Storslalom Detaljer...  | Marco Odermatt Schweiz    | 2.09,35 | Žan Kranjec Slovenien         | 2.09,54 | Mathieu Faivre Frankrike      | 2.10,69 |
| Störtlopp Detaljer...   | Beat Feuz Schweiz         | 1.42,69 | Johan Clarey Frankrike        | 1.42,79 | Matthias Mayer Österrike      | 1.42,85 |
| Super-G Detaljer...     | Matthias Mayer Österrike  | 1.19.94 | Ryan Cochran-Siegle USA       | 1.19.98 | Aleksander Aamodt Kilde Norge | 1.20.36 |

Mixed
| Gren                   | Guld | Silver                                                                        | Brons |
| Lagtävling Detaljer... | Österrike Katharina Huber Katharina Liensberger Katharina Truppe Stefan Brennsteiner Michael Matt Johannes Strolz | Tyskland Emma Aicher Lena Dürr Julian Rauchfuß Alexander Schmid Linus Straßer | Norge Mina Fürst Holtmann Thea Louise Stjernesund Maria Therese Tviberg Timon Haugan Fabian Wilkens Solheim Rasmus Windingstad |

## Backhoppning
Damer
| Gren                    | Guld                   | Guld  | Silver                     | Silver | Brons                  | Brons |
| Normalbacke Detaljer... | Urša Bogataj Slovenien | 239,0 | Katharina Althaus Tyskland | 236,8  | Nika Križnar Slovenien | 232,0 |

Herrar
| Gren                    | Guld                                                        | Guld  | Silver                                               | Silver | Brons                                                                    | Brons |
| Normalbacke Detaljer... | Ryōyū Kobayashi Japan                                       | 275,0 | Manuel Fettner Österrike                             | 270,8  | Dawid Kubacki Polen                                                      | 265,9 |
| Stor backe Detaljer...  | Marius Lindvik Norge                                        | 296,1 | Ryōyū Kobayashi Japan                                | 292,8  | Karl Geiger Tyskland                                                     | 281,3 |
| Lagtävling Detaljer...  | Österrike Stefan Kraft Daniel Huber Jan Hörl Manuel Fettner | 942,7 | Slovenien Lovro Kos Timi Zajc Cene Prevc Peter Prevc | 934,4  | Tyskland Constantin Schmid Stephan Leyhe Markus Eisenbichler Karl Geiger | 922,9 |

Mixed
| Gren                   | Guld                                                      | Guld   | Silver                                                          | Silver | Brons                                                                         | Brons |
| Lagtävling Detaljer... | Slovenien Nika Križnar Timi Zajc Urša Bogataj Peter Prevc | 1001,5 | ROC Irma Makhinia Danil Sadreev Irina Avvakumova Evgenii Klimov | 890,3  | Kanada Alexandria Loutitt Matthew Soukup Abigail Strate Mackenzie Boyd-Clowes | 844,6 |

## Bob
| Gren                           | Guld                                                                        | Guld    | Silver                                                                   | Silver  | Brons                                                    | Brons   |
| Damernas monobob Detaljer...   | Kaillie Humphries USA                                                       | 4.19,27 | Elana Meyers Taylor USA                                                  | 4.20,81 | Christine de Bruin Kanada                                | 4.21,03 |
| Damernas tvåmanna Detaljer...  | Tyskland Laura Nolte Deborah Levi                                           | 4.03,96 | Tyskland Mariama Jamanka Alexandra Burghardt                             | 4.04,73 | USA Elana Meyers Taylor Sylvia Hoffman                   | 4.05,48 |
| Herrarnas tvåmanna Detaljer... | Tyskland Francesco Friedrich Thorsten Margis                                | 3.56,89 | Tyskland Johannes Lochner Florian Bauer                                  | 3.57,38 | Tyskland Christoph Hafer Matthias Sommer                 | 3.58,58 |
| Herrarnas fyrmanna Detaljer... | Tyskland Francesco Friedrich Thorsten Margis Candy Bauer Alexander Schüller | 3.54,30 | Tyskland Johannes Lochner Florian Bauer Christopher Weber Christian Rasp | 3.54,67 | Kanada Justin Kripps Ryan Sommer Cam Stones Ben Coakwell | 3.55,09 |

## Curling
| Gren                            | Guld                                                                                  | Silver                                                                             | Brons                                                                                |
| Herrarnas turnering Detaljer... | Sverige Niklas Edin Oskar Eriksson Rasmus Wranå Christoffer Sundgren Daniel Magnusson | Storbritannien Bruce Mouat Grant Hardie Bobby Lammie Hammy McMillan Jr. Ross Whyte | Kanada Brad Gushue Mark Nichols Brett Gallant Geoff Walker Marc Kennedy              |
| Damernas turnering Detaljer...  | Storbritannien Eve Muirhead Vicky Wright Jennifer Dodds Hailey Duff Mili Smith        | Japan Satsuki Fujisawa Chinami Yoshida Yumi Suzuki Yurika Yoshida Kotomi Ishizaki  | Sverige Anna Hasselborg Sara McManus Agnes Knochenhauer Sofia Mabergs Johanna Heldin |
| Mixed-dubbel Detaljer...        | Italien Amos Mosaner Stefania Constantini                                             | Norge Kristin Skaslien Magnus Nedregotten                                          | Sverige Almida de Val Oskar Eriksson                                                 |

## Freestyle
Damer
| Gren                   | Guld                      | Guld                   | Silver                   | Silver                   | Brons                                      | Brons                                      |
| Hopp Detaljer...       | Xu Mengtao Kina           | 108,61                 | Hanna Huskova Belarus    | 107,95                   | Megan Nick USA                             | 93,76                                      |
| Halfpipe Detaljer...   | Eileen Gu Kina            | 95,25                  | Cassie Sharpe Kanada     | 90,75                    | Rachael Karker Kanada                      | 87,75                                      |
| Big air Detaljer...    | Eileen Gu Kina            | 188,25                 | Tess Ledeux Frankrike    | 187,50                   | Mathilde Gremaud Schweiz                   | 182,50                                     |
| Puckelpist Detaljer... | Jakara Anthony Australien | 83,09                  | Jaelin Kauf USA          | 80,28                    | Anastasija Smirnova ROC                    | 77,72                                      |
| Skicross Detaljer...   | Sandra Näslund Sverige    | Sandra Näslund Sverige | Marielle Thompson Kanada | Marielle Thompson Kanada | Daniela Maier Tyskland Fanny Smith Schweiz | Daniela Maier Tyskland Fanny Smith Schweiz |
| Slopestyle Detaljer... | Mathilde Gremaud Schweiz  | 86,56                  | Eileen Gu Kina           | 86,23                    | Kelly Sildaru Estland                      | 82,06                                      |

Herrar
| Gren                   | Guld                      | Guld               | Silver                      | Silver            | Brons                  | Brons             |
| Hopp Detaljer...       | Qi Guangpu Kina           | 129,00             | Oleksandr Abramenko Ukraina | 116,50            | Ilja Burov ROC         | 114,93            |
| Halfpipe Detaljer...   | Nico Porteous Nya Zeeland | 93,00              | David Wise USA              | 90,75             | Alex Ferreira USA      | 86,75             |
| Big air Detaljer...    | Birk Ruud Norge           | 187,75             | Colby Stevenson USA         | 183,00            | Henrik Harlaut Sverige | 181,00            |
| Puckelpist Detaljer... | Walter Wallberg Sverige   | 83,23              | Mikaël Kingsbury Kanada     | 82,18             | Ikuma Horishima Japan  | 81,48             |
| Skicross Detaljer...   | Ryan Regez Schweiz        | Ryan Regez Schweiz | Alex Fiva Schweiz           | Alex Fiva Schweiz | Sergey Ridzik ROC      | Sergey Ridzik ROC |
| Slopestyle Detaljer... | Alex Hall USA             | 90,01              | Nick Goepper USA            | 86,48             | Jesper Tjäder Sverige  | 85,35             |

Mixed
| Gren                  | Guld                                                      | Guld   | Silver                                  | Silver | Brons                                             | Brons  |
| Hopp, lag Detaljer... | USA Ashley Caldwell Christopher Lillis Justin Schoenefeld | 338,34 | Kina Xu Mengtao Jia Zongyang Qi Guangpu | 324,22 | Kanada Marion Thénault Miha Fontaine Lewis Irving | 290,98 |

## Hastighetsåkning på skridskor
0TR0 = Banrekord
0OR0 = Olympiskt rekord
0VR0 = Världsrekord
Damer
| Gren                    | Guld                                                     | Guld         | Silver                                   | Silver  | Brons                                                                         | Brons   |
| 500 meter Detaljer...   | Erin Jackson USA                                         | 37,04        | Miho Takagi Japan                        | 37,12   | Angelina Golikova ROC                                                         | 37,21   |
| 1 000 meter Detaljer... | Miho Takagi Japan                                        | 1.13,19 0OR0 | Jutta Leerdam Nederländerna              | 1.13,83 | Brittany Bowe USA                                                             | 1.14,61 |
| 1 500 meter Detaljer... | Ireen Wüst Nederländerna                                 | 1.53,28 0OR0 | Miho Takagi Japan                        | 1.53,72 | Antoinette de Jong Nederländerna                                              | 1.54,82 |
| 3 000 meter Detaljer... | Irene Schouten Nederländerna                             | 3.56,93 0OR0 | Francesca Lollobrigida Italien           | 3.58,06 | Isabelle Weidemann Kanada                                                     | 3.58,64 |
| 5 000 meter Detaljer... | Irene Schouten Nederländerna                             | 6.43,51 0OR0 | Isabelle Weidemann Kanada                | 6.48,18 | Martina Sáblíková Tjeckien                                                    | 6.50,09 |
| Masstart Detaljer...    | Irene Schouten Nederländerna                             | 60p          | Ivanie Blondin Kanada                    | 40p     | Francesca Lollobrigida Italien                                                | 20p     |
| Lagtempo Detaljer...    | Kanada Ivanie Blondin Valérie Maltais Isabelle Weidemann | 2.53,44 0OR0 | Japan Ayano Sato Miho Takagi Nana Takagi | 3.04,47 | Nederländerna Marijke Groenewoud Irene Schouten Ireen Wüst Antoinette de Jong | 2.56,86 |

Herrar
| Gren                     | Guld                                                            | Guld          | Silver                                               | Silver   | Brons                                                   | Brons    |
| 500 meter Detaljer...    | Gao Tingyu Kina                                                 | 34,32 0OR0    | Cha Min-kyu Sydkorea                                 | 34,39    | Wataru Morishige Japan                                  | 34,50    |
| 1 000 meter Detaljer...  | Thomas Krol Nederländerna                                       | 1.07,92       | Laurent Dubreuil Kanada                              | 1.08,32  | Håvard Holmefjord Lorentzen Norge                       | 1.08,48  |
| 1 500 meter Detaljer...  | Kjeld Nuis Nederländerna                                        | 1.43,21 0OR0  | Thomas Krol Nederländerna                            | 1.43,55  | Minseok Kim Sydkorea                                    | 1.44,24  |
| 5 000 meter Detaljer...  | Nils van der Poel Sverige                                       | 6.08,84 0OR0  | Patrick Roest Nederländerna                          | 6.09,31  | Hallgeir Engebråten Norge                               | 6.09,88  |
| 10 000 meter Detaljer... | Nils van der Poel Sverige                                       | 12.30,74 0VR0 | Patrick Roest Nederländerna                          | 12.44,59 | Davide Ghiotto Italien                                  | 12.45,98 |
| Masstart Detaljer...     | Bart Swings Belgien                                             | 63p           | Chung Jae-won Sydkorea                               | 40p      | Lee Seung-hoon Sydkorea                                 | 20p      |
| Lagtempo Detaljer...     | Norge Hallgeir Engebråten Peder Kongshaug Sverre Lunde Pedersen | 3.38,08       | ROC Daniil Aldoshkin Sergey Trofimov Ruslan Zakharov | 3.40,46  | USA Casey Dawson Emery Lehman Joey Mantia Ethan Cepuran | 3.38,81  |

## Ishockey
| Gren                            | Guld | Silver | Brons |
| Herrarnas turnering Detaljer... | Finland Miro Aaltonen Marko Anttila Hannes Björninen Valtteri Filppula Niklas Friman Markus Granlund Teemu Hartikainen Juuso Hietanen Valtteri Kemiläinen Leo Komarov Mikko Lehtonen Petteri Lindbohm Saku Mäenalanen Sakari Manninen Joonas Nättinen Atte Ohtamaa Niko Ojamäki Juho Olkinuora Iiro Pakarinen Harri Pesonen Ville Pokka Toni Rajala Harri Säteri Frans Tuohimaa Sami Vatanen | ROC Sergei Andronov Timur Bilyalov Andrej Tjibisov Ivan Fedotov Stanislav Galijev Michail Grigorenko Arseni Gritsyuk Nikita Gusev Pavel Karnaukhov Artur Kayumov Artyom Minulin Nikita Nesterov Aleksandr Nikisjin Sergej Plotnikov Alexander Samonov Kirill Semjonov Damir Sharipzyanov Vadim Sjipatjov Anton Slepysjev Sergei Telegin Vladimir Tkatjov Dmitri Voronkov Vjatjeslav Vojnov Jegor Jakovlev Aleksandr Jelesin | Slovakien Peter Cehlárik Michal Čajkovský Peter Čerešňák Marek Ďaloga Marko Daňo Martin Gernát Adrián Holešinský Marek Hrivík Libor Hudáček Tomáš Jurčo Miloš Kelemen Samuel Kňažko Branislav Konrád Michal Krištof Martin Marinčin Šimon Nemec Kristián Pospíšil Pavol Regenda Miloš Roman Mislav Rosandić Patrik Rybár Juraj Slafkovský Samuel Takáč Matej Tomek Peter Zuzin |
| Damernas turnering Detaljer...  | Kanada Erin Ambrose Ashton Bell Kristen Campbell Emily Clark Mélodie Daoust Ann-Renée Desbiens Renata Fast Sarah Fillier Brianne Jenner Rebecca Johnston Jocelyne Larocque Emma Maltais Emerance Maschmeyer Sarah Nurse Marie-Philip Poulin Jamie Lee Rattray Jill Saulnier Ella Shelton Natalie Spooner Laura Stacey Claire Thompson Blayre Turnbull Micah Zandee-Hart                      | USA Cayla Barnes Megan Bozek Hannah Brandt Dani Cameranesi Alexandra Carpenter Alex Cavallini Jesse Compher Kendall Coyne Schofield Brianna Decker Jincy Dunne Savannah Harmon Caroline Harvey Nicole Hensley Megan Keller Amanda Kessel Hilary Knight Abbey Murphy Kelly Pannek Maddie Rooney Abby Roque Hayley Scamurra Lee Stecklein Grace Zumwinkle                                                                     | Finland Sanni Hakala Jenni Hiirikoski Elisa Holopainen Sini Karjalainen Michelle Karvinen Anni Keisala Nelli Laitinen Julia Liikala Eveliina Mäkinen Petra Nieminen Tanja Niskanen Jenniina Nylund Meeri Räisänen Sanni Rantala Ronja Savolainen Sofianna Sundelin Susanna Tapani Noora Tulus Minttu Tuominen Viivi Vainikka Sanni Vanhanen Emilia Vesa Ella Viitasuo          |

## Konståkning
0TR0 = Banrekord
0OR0 = Olympiskt rekord
0VR0 = Världsrekord
| Gren                               | Guld | Guld        | Silver | Silver | Brons                                                                                           | Brons  |
| Damernas singelåkning Detaljer...  | Anna Shcherbakova ROC | 255,95      | Alexandra Trusova ROC                                                                                               | 251,73 | Kaori Sakamoto Japan                                                                            | 233,13 |
| Herrarnas singelåkning Detaljer... | Nathan Chen USA | 332,60      | Yuma Kagiyama Japan                                                                                                 | 310,05 | Shoma Uno Japan                                                                                 | 293,00 |
| Isdans Detaljer...                 | Frankrike Gabriella Papadakis Guillaume Cizeron                                                                                | 226,98 0VR0 | ROC Victoria Sinitsina Nikita Katsalapov                                                                            | 220,51 | USA Madison Hubbell Zachary Donohue                                                             | 218,02 |
| Paråkning Detaljer...              | Kina Sui Wenjing Han Cong | 239,88 0VR0 | ROC Evgenia Tarasova Vladimir Morozov                                                                               | 239,25 | ROC Anastasia Mishina Aleksandr Galliamov                                                       | 237,71 |
| Lagtävling Detaljer...             | USA Nathan Chen Vincent Zhou Karen Chen Alexa Knierim Brandon Frazier Madison Hubbell Zachary Donohue Madison Chock Evan Bates | 65          | Japan Shoma Uno Yuma Kagiyama Wakaba Higuchi Kaori Sakamoto Riku Miura Ryuichi Kihara Misato Komatsubara Tim Koleto | 63     | ROC Mark Kondratjuk Anastasija Misjina Aleksandr Galliamov Viktoria Sinitsina Nikita Katsalapov | 54     |

## Längdskidåkning
Herrar
| Gren                                     | Guld                                                                     | Guld      | Silver                                                                     | Silver    | Brons                                                                  | Brons     |
| Sprint, fristil Detaljer...              | Johannes Høsflot Klæbo Norge                                             | 2.58,06   | Federico Pellegrino Italien                                                | 2.58,32   | Alexander Terentjev ROC                                                | 2.59,37   |
| Sprintstafett, klassisk stil Detaljer... | Norge Erik Valnes Johannes Høsflot Klæbo                                 | 19.22,99  | Finland Iivo Niskanen Joni Mäki                                            | 19.25,45  | ROC Aleksandr Bolsjunov Alexander Terentjev                            | 19.27,28  |
| 15 km, klassisk stil Detaljer...         | Iivo Niskanen Finland                                                    | 37.54,8   | Aleksandr Bolsjunov ROC                                                    | 38.18,0   | Johannes Høsflot Klæbo Norge                                           | 38.32,3   |
| Skiathlon, 30 km Detaljer...             | Aleksandr Bolsjunov ROC                                                  | 1:16.09,8 | Denis Spitsov ROC                                                          | 1:17.20,8 | Iivo Niskanen Finland                                                  | 1:18.10,0 |
| Stafett, 4 × 10 km Detaljer...           | ROC Aleksej Tjervotkin Aleksandr Bolsjunov Denis Spitsov Sergej Ustiugov | 1:54.50,7 | Norge Emil Iversen Pål Golberg Hans Christer Holund Johannes Høsflot Klæbo | 1:55.57,9 | Frankrike Richard Jouve Hugo Lapalus Clément Parisse Maurice Manificat | 1:56.07,1 |
| 50 km fristil, masstart Detaljer...      | Aleksandr Bolsjunov ROC                                                  | 1:11.32,7 | Ivan Jakimusjkin ROC                                                       | 1:11.38,2 | Simen Hegstad Krüger Norge                                             | 1:11.39,7 |

1. ↑  Tävlingen kortades ner till 28,4 km på grund av kraftiga vindar och mycket minusgrader.

Damer
| Gren                                     | Guld                                                                   | Guld      | Silver                                                                  | Silver    | Brons                                                               | Brons     |
| Sprint, fristil Detaljer...              | Jonna Sundling Sverige                                                 | 3.09,68   | Maja Dahlqvist Sverige                                                  | 3.12,56   | Jessie Diggins USA                                                  | 3.12,84   |
| Sprintstafett, klassisk stil Detaljer... | Tyskland Katharina Hennig Victoria Carl                                | 22.09,85  | Sverige Maja Dahlqvist Jonna Sundling                                   | 22.10,02  | ROC Julija Stupak Natalja Neprjajeva                                | 22.10,56  |
| 10 km, klassisk stil Detaljer...         | Therese Johaug Norge                                                   | 28.06,3   | Kerttu Niskanen Finland                                                 | 28.06,7   | Krista Pärmäkoski Finland                                           | 28.37,8   |
| Skiathlon, 15 km Detaljer...             | Therese Johaug Norge                                                   | 44.13,7   | Natalja Neprjajeva ROC                                                  | 44.43,9   | Teresa Stadlober Österrike                                          | 44.44,2   |
| Stafett, 4 × 5 km Detaljer...            | ROC Julija Stupak Natalja Neprjajeva Tatjana Sorina Veronika Stepanova | 53.41,0   | Tyskland Katherine Sauerbrey Katharina Hennig Victoria Carl Sofie Krehl | 53.59,2   | Sverige Maja Dahlqvist Ebba Andersson Frida Karlsson Jonna Sundling | 54.01,7   |
| 30 km fristil, masstart Detaljer...      | Therese Johaug Norge                                                   | 1:24.54,0 | Jessie Diggins USA                                                      | 1:26.37,3 | Kerttu Niskanen Finland                                             | 1:27.27,3 |

## Nordisk kombination
| Gren                              | Guld                                                                   | Guld    | Silver                                                          | Silver  | Brons                                                          | Brons   |
| Normalbacke + 10 km Detaljer...   | Vinzenz Geiger Tyskland                                                | 25.07,7 | Jørgen Graabak Norge                                            | 25.08,5 | Lukas Greiderer Österrike                                      | 25.14,3 |
| Stor backe + 10 km Detaljer...    | Jørgen Graabak Norge                                                   | 27.13,4 | Jens Lurås Oftebro Norge                                        | 27.13,7 | Akito Watabe Japan                                             | 27.13,9 |
| Lagtävling + 4 x 5 km Detaljer... | Norge Espen Bjørnstad Espen Andersen Jens Lurås Oftebro Jørgen Graabak | 50.45,1 | Tyskland Manuel Faißt Julian Schmid Eric Frenzel Vinzenz Geiger | 51.40,0 | Japan Yoshito Watabe Hideaki Nagai Akito Watabe Ryota Yamamoto | 51.40,3 |

## Rodel
| Gren                         | Guld                                                                   | Guld     | Silver                                                            | Silver   | Brons                                                              | Brons    |
| Damernas singel Detaljer...  | Natalie Geisenberger Tyskland                                          | 3.53,454 | Anna Berreiter Tyskland                                           | 3.53,947 | Tatjana Ivanova ROC                                                | 3.54,507 |
| Herrarnas singel Detaljer... | Johannes Ludwig Tyskland                                               | 3.48,735 | Wolfgang Kindl Österrike                                          | 3.48,895 | Dominik Fischnaller Italien                                        | 3.49,686 |
| Dubbel Detaljer...           | Tobias Arlt Tobias Wendl Tyskland                                      | 1.56,554 | Sascha Benecken Toni Eggert Tyskland                              | 1.56,653 | Lorenz Koller Thomas Steu Österrike                                | 1.57,065 |
| Mixat lag Detaljer...        | Tyskland Natalie Geisenberger Johannes Ludwig Tobias Wendl Tobias Arlt | 3.03,406 | Österrike Madeleine Egle Wolfgang Kindl Thomas Steu Lorenz Koller | 3.03,486 | Lettland Elīza Tīruma Kristers Aparjods Mārtiņš Bots Roberts Plūme | 3.04,354 |

## Short track
Damer
| Gren                             | Guld                                                                            | Guld     | Silver                                                    | Silver   | Brons                                            | Brons    |
| 500 meter Detaljer...            | Arianna Fontana Italien                                                         | 42,488   | Suzanne Schulting Nederländerna                           | 42,559   | Kim Boutin Kanada                                | 42,724   |
| 1 000 meter Detaljer...          | Suzanne Schulting Nederländerna                                                 | 1.28,391 | Choi Min-jeong Sydkorea                                   | 1.28,443 | Hanne Desmet Belgien                             | 1.28,928 |
| 1 500 meter Detaljer...          | Choi Min-jeong Sydkorea                                                         | 2.17,789 | Arianna Fontana Italien                                   | 2.17,862 | Suzanne Schulting Nederländerna                  | 2.17,865 |
| Stafett, 3 000 meter Detaljer... | Nederländerna Suzanne Schulting Selma Poutsma Xandra Velzeboer Yara van Kerkhof | 4.03,409 | Sydkorea Seo Whi-min Choi Min-jeong Kim A-lang Lee Yu-bin | 4.03,627 | Kina Qu Chunyu Han Yutong Fan Kexin Zhang Yuting | 4.03,863 |

Herrar
| Gren                             | Guld                                                                               | Guld     | Silver                                                                         | Silver   | Brons                                                                 | Brons    |
| 500 meter Detaljer...            | Shaoang Liu Ungern                                                                 | 40,338   | Konstantin Ivliev ROC                                                          | 40,431   | Steven Dubois Kanada                                                  | 40,669   |
| 1 000 meter Detaljer...          | Ren Ziwei Kina                                                                     | 1.26,768 | Li Wenlong Kina                                                                | 1.29,917 | Shaoang Liu Ungern                                                    | 1.35,693 |
| 1 500 meter Detaljer...          | Daeheon Hwang Sydkorea                                                             | 2.09,219 | Steven Dubois Kanada                                                           | 2.09,254 | Semen Elistratov ROC                                                  | 2.09,267 |
| Stafett, 5 000 meter Detaljer... | Kanada Charles Hamelin Steven Dubois Jordan Pierre-Gilles Pascal Dion Maxime Laoun | 6.41,257 | Sydkorea Lee June-seo Hwang Dae-heon Kwak Yoon-gy Park Jang-hyuk Kim Dong-wook | 6.41,679 | Italien Pietro Sighel Yuri Confortola Tommaso Dotti Andrea Cassinelli | 6.43,431 |

Mixed
| Gren                             | Guld                                                      | Guld     | Silver | Silver   | Brons                                                                                 | Brons    |
| Stafett, 2 000 meter Detaljer... | Kina Qu Chunyu Fan Kexin Wu Dajing Ren Ziwei Zhang Yuting | 2.37,348 | Italien Arianna Fontana Martina Valcepina Pietro Sighel Andrea Cassinelli Arianna Valcepina Yuri Confortola | 2.37,364 | Ungern Petra Jászapáti Zsófia Kónya Shaoang Liu Shaolin Sándor Liu John-Henry Krueger | 2.40,900 |

## Skeleton
| Gren               | Guld                          | Guld    | Silver                      | Silver  | Brons                       | Brons   |
| Damer Detaljer...  | Hannah Neise Tyskland         | 4.07,62 | Jaclyn Narracott Australien | 4.08,24 | Kimberley Bos Nederländerna | 4.08,46 |
| Herrar Detaljer... | Christopher Grotheer Tyskland | 4.01,44 | Axel Jungk Tyskland         | 4.01,67 | Yan Wengang Kina            | 4.01,77 |

## Skidskytte
Herrar
| Gren                            | Guld                                                                                | Guld      | Silver                                                                           | Silver    | Brons                                                                      | Brons     |
| Sprint, 10 km Detaljer...       | Johannes Thingnes Bø Norge                                                          | 24.00,3   | Quentin Fillon Maillet Frankrike                                                 | 24.25,9   | Tarjei Bø Norge                                                            | 24.39,3   |
| Jaktstart, 12,5 km Detaljer...  | Quentin Fillon Maillet Frankrike                                                    | 39.07,5   | Tarjei Bø Norge                                                                  | 39.36,1   | Eduard Latypov ROC                                                         | 39.42,8   |
| Masstart, 15 km Detaljer...     | Johannes Thingnes Bø Norge                                                          | 38.14,4   | Martin Ponsiluoma Sverige                                                        | 38.54,7   | Vetle Sjåstad Christiansen Norge                                           | 39.26,9   |
| Distans, 20 km Detaljer...      | Quentin Fillon Maillet Frankrike                                                    | 48.47,4   | Anton Smolski Belarus                                                            | 49.02,2   | Johannes Thingnes Bø Norge                                                 | 49.18,5   |
| Stafett, 4 × 7,5 km Detaljer... | Norge Sturla Holm Lægreid Tarjei Bø Johannes Thingnes Bø Vetle Sjåstad Christiansen | 1:19.50,2 | Frankrike Fabien Claude Émilien Jacquelin Simon Desthieux Quentin Fillon Maillet | 1:20.17,6 | ROC Said Karimulla Chalili Aleksandr Loginov Maxim Tsvetkov Eduard Latypov | 1:20.35,5 |

Damer
| Gren                          | Guld                                                        | Guld      | Silver                                                                       | Silver    | Brons                                                               | Brons     |
| Sprint, 7,5 km Detaljer...    | Marte Olsbu Røiseland Norge                                 | 20.44,3   | Elvira Öberg Sverige                                                         | 21.15,2   | Dorothea Wierer Italien                                             | 21.21,5   |
| Jaktstart, 10 km Detaljer...  | Marte Olsbu Røiseland Norge                                 | 34.46,9   | Elvira Öberg Sverige                                                         | 36.23,4   | Tiril Eckhoff Norge                                                 | 36.35,6   |
| Masstart, 12,5 km Detaljer... | Justine Braisaz-Bouchet Frankrike                           | 40.18,0   | Tiril Eckhoff Norge                                                          | 40.33,3   | Marte Olsbu Røiseland Norge                                         | 40.52,9   |
| Distans, 15 km Detaljer...    | Denise Herrmann Tyskland                                    | 44.12,7   | Anaïs Chevalier-Bouchet Frankrike                                            | 44.22,1   | Marte Olsbu Røiseland Norge                                         | 44.28,0   |
| Stafett, 4 × 5 km Detaljer... | Sverige Linn Persson Mona Brorsson Hanna Öberg Elvira Öberg | 1:11.03,9 | ROC Irina Kazakevitj Kristina Reztsova Svetlana Mironova Uljana Nigmatullina | 1:11.15,9 | Tyskland Vanessa Voigt Vanessa Hinz Franziska Preuß Denise Herrmann | 1:11.41,3 |

Mix
| Gren                   | Guld                                                                     | Guld      | Silver                                                                                 | Silver    | Brons                                                                      | Brons     |
| Mixstafett Detaljer... | Norge Marte Olsbu Røiseland Tiril Eckhoff Tarjei Bø Johannes Thingnes Bø | 1:06.45,6 | Frankrike Anaïs Chevalier-Bouchet Julia Simon Émilien Jacquelin Quentin Fillon Maillet | 1:06.46,5 | ROC Uljana Nigmatullina Kristina Reztsova Aleksandr Loginov Eduard Latypov | 1:06.47,1 |

## Snowboard
Damer
| Gren                            | Guld                             | Guld   | Silver                           | Silver | Brons                   | Brons  |
| Big air Detaljer...             | Anna Gasser Österrike            | 185,50 | Zoi Sadowski-Synnott Nya Zeeland | 177,00 | Kokomo Murase Japan     | 171,50 |
| Halfpipe Detaljer...            | Chloe Kim USA                    | 94.00  | Queralt Castellet Spanien        | 90.25  | Sena Tomita Japan       | 88.25  |
| Slopestyle Detaljer...          | Zoi Sadowski-Synnott Nya Zeeland | 92.88  | Julia Marino USA                 | 87.68  | Tess Coady Australien   | 84.15  |
| Parallellstorslalom Detaljer... | Ester Ledecká Tjeckien           |        | Daniela Ulbing Österrike         |        | Gloria Kotnik Slovenien |        |
| Boardercross Detaljer...        | Lindsey Jacobellis USA           |        | Chloé Trespeuch Frankrike        |        | Meryeta O'Dine Kanada   |        |

Herrar
| Gren                            | Guld                          | Guld   | Silver                  | Silver | Brons                 | Brons  |
| Big air Detaljer...             | Su Yiming Kina                | 182,50 | Mons Røisland Norge     | 171,75 | Max Parrot Kanada     | 170,25 |
| Halfpipe Detaljer...            | Ayumu Hirano Japan            | 96.00  | Scotty James Australien | 92.50  | Jan Scherrer Schweiz  | 87.25  |
| Slopestyle Detaljer...          | Max Parrot Kanada             | 90.96  | Su Yiming Kina          | 88.70  | Mark McMorris Kanada  | 88.53  |
| Parallellstorslalom Detaljer... | Benjamin Karl Österrike       |        | Tim Mastnak Slovenien   |        | Vic Wild ROC          |        |
| Boardercross Detaljer...        | Alessandro Hämmerle Österrike |        | Éliot Grondin Kanada    |        | Omar Visintin Italien |        |

Mixed
| Gren                          | Guld                                    | Silver                               | Brons                               |
| Boardercross, lag Detaljer... | USA Nick Baumgartner Lindsey Jacobellis | Italien Omar Visintin Michela Moioli | Kanada Éliot Grondin Meryeta O'Dine |